# Dry (película)
Dry es una película nigeriana de 2014 dirigida por Stephanie Linus y protagonizada por Okereke, Liz Benson, William McNamara, Darwin Shaw y Paul Sambo. El 20 de julio de 2013 se estrenó un adelanto de la película en respuesta a la controversia sobre el matrimonio infantil que se estaba produciendo en Nigeria en ese momento.

## Sinopsis
El filme narra la historia de una niña de trece años, Halima (Zubaida Ibrahim Fagge), cuyos padres la obligan a casarse con Sani (Tijjani Faraga), un hombre de sesenta años que la viola constantemente. Halima queda embarazada y sufre de fístula vesicovaginal después del parto; por consiguiente, es abandonada por su marido y discriminada en la sociedad. Zara (Stephanie Okereke), una médica que también sufrió una infancia horrible, conoce a Halima; intenta ayudarla a superar su situación y también a salvar a otras jóvenes en esas circunstancias.

## Reparto
- Zubaida Ibrahim Fagge es Halima
- Stephanie Okereke es Zara
- Liz Benson es Matron
- William McNamara es el Dr. Brown
- Darwin Shaw es el Dr. Alex
- Paul Sambo
- Olu Jacobs es el orador
- Rahama Hassan es Fatima
- Hauwa Maina es Hadiza

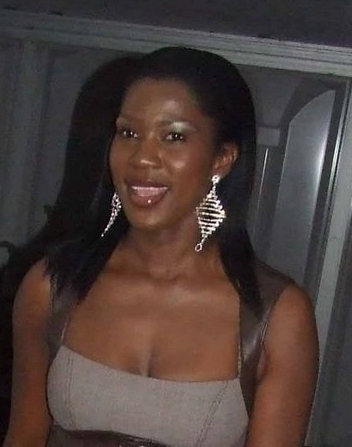
Stephanie Okerere Linus dirigió y protagonizó el filme

- Rekiya Ibrahim Atta es la madre de Sani
- Hakeem Hassan es Musa
- Tijjani Faraga es Sani
- Klint da Drunk es el Dr. Mutanga

## Recepción
La película obtuvo reseñas positivas, principalmente por su mensaje. Onyeka Onwelue en Premium Times elogia la fotografía y la historia, concluyendo: "No importa cómo quieras resumirlo, Dry es una obra propagandística pero una historia bellamente concebida sobre la humanidad; te arrastra a través de las fachadas de la belleza, te lleva a un paseo por la superficie del imperialismo. La directora ha creado personajes inolvidables, engrapados con una historia que, a la vez, te asombra y te trastorna. Dry está magistralmente orquestada". Chilee Agunanna de Nigerian Entertainment Today señala que la película se desarrolla abiertamente como un documental, pero concluye: "Dry es una hermosa película cuya nueva estrella debería recibir algunos galardones importantes en la próxima temporada de festivales. Las cuestiones planteadas en el filme son genuinas y exigen atención".
Amarachukwu Iwuala de 360Nobs observa varias inconsistencias en la película debido a una pobre investigación y guion, pero concluye: "La guionista, quien también es la directora, podría haber sido más exhaustiva en su investigación para tapar los agujeros, muchos de los cuales surgen de la narración. Sin embargo, la demostración visual del sufrimiento de Halima es suficiente para derretir un corazón de piedra y aunque sea sólo por esa razón, Dry vale la pena". Wilfred Okiche de YNaija señala que se prestó muy poca atención a los detalles, pero concluye: "Dry es divertida y al mismo tiempo, triste. Pero es una historia que nos gustará a todos por la belleza de su narración".